# De Boon (literatuurprijs)
De Boon is een Vlaamse literatuurprijs, die sinds 2022 wordt uitgereikt.

## Beschrijving
De Boon voor literatuur is een Vlaamse prijs die jaarlijks wordt uitgereikt aan het volgens een vakjury beste oorspronkelijk in het Nederlands geschreven boek. Er worden ieder jaar twee boeken bekroond: een Boon voor fictie en non-fictie  en een Boon voor kinder- en jeugdliteratuur. Buiten de vakjury kunnen ook de lezers hun stem uitbrengen om een auteur te bekronen met de publieksprijs ter waarde van 5.000 euro.
De naam van deze prijs verwijst enerzijds naar de Vlaamse auteur Louis Paul Boon. Daarnaast verwijst de naam naar het Vlaamse gezegde ergens een boon voor hebben (ergens passie en enthousiasme voor hebben). De Boon wil literatuur in Vlaanderen zichtbaarder maken, auteurs en illustratoren erkenning geven en aanzetten tot lezen. Zowel Vlaamse als Nederlandse auteurs en illustratoren komen in aanmerking voor de prijs
De prijs, gefinancierd door de Vlaamse overheid en beheerd door de vzw Vlaamse Literatuurprijs, bedraagt voor elke categorie 50.000 euro. Auteurs en illustratoren op de shortlist van vijf titels hebben bovendien recht op 2.500 euro. Daarmee is de Boon naast de Libris Literatuurprijs en de Boekenbon Literatuurprijs (vroeger AKO Literatuurprijs) een van de drie grote literaire prijzen in het Nederlandse taalgebied.
In 2023 werd er veelvuldig reclame gemaakt voor de Boon op VRT MAX. Vooral peuters werden geviseerd waarbij er tussen elke vijf minuten durende episode van Bumba, een 20 seconde durende reclame van de Boon te zien was.

## Laureaten

### 2025
- Fictie- en non-fictie: Safae el Khannoussi voor Oroppa
- Kinder- en jeugdliteratuur: Aline Sax voor Wat ons nog rest
- De publieksprijs ging naar Mark Schaevers voor De levens van Claus en  Evelien De Vlieger & Jan Hamstra voor Het grote kippenboek.

### 2024
- Fictie- en non-fictie: Ilja Leonard Pfeijffer voor  Alkibiades
- Kinder- en jeugdliteratuur: Erna Sassen en Martijn van der Linden voor Neem nooit een beste vriend
- De publieksprijs ging naar Ilja Leonard Pfeijffer voor  Alkibiades en Elvis Peeters en Sebastiaan Van Doninck voor Kijk dan toch!.

### 2023
- Fictie- en non-fictie: Geert Buelens voor Wat we toen al wisten: de vergeten groene geschiedenis van 1972
- Kinder- en jeugdliteratuur: Edward van de Vendel, Anoush Elman en Annet Schaap voor Misjka
- De publieksprijs ging naar Tom Lanoye voor De draaischijf en Bart Moeyaert en Sebastiaan Van Doninck voor Morris.

### 2022
- Fictie en non-fictie: Marieke Lucas Rijneveld voor Mijn lieve gunsteling
- Kinder- en jeugdliteratuur: Pieter Gaudesaboos voor Een zee van liefde
- Beide auteurs wonnen ook de publieksprijs.[1]

## Shortlist

### 2025

#### Fictie en Non-Fictie
- De Bondgenoten - Brecht Evens (Jospin)
- De levens van Claus - Mark Schaevers (Bezige Bij)
- De wereld een lichaam - Melani Reumers (G.A. Van Oorschot)
- Het archief -  Thomas Heerma van Voss (Das Mag)
- Oroppa - Safae el Khannoussi (Pluim)

#### Kinder- en jeugdliteratuur
- Het grote kippenboek - Evelien De Vlieger & Jan Hamstra (Lannoo)
- Oever - Ludwig Volbeda (Querido)
- Ommouw me - Ted van Lieshout (Leopold)
- Waar is Winter? - Gerda Dendooven (Querido)
- Wat ons nog rest - Aline Sax (Infodok)

### 2024

#### Fictie en Non-fictie
- Alkibiades - Ilja Leonard Pfeijffer (De Arbeiderspers)
- DealersDochter - Astrid H. Roemer (Prometheus)
- Munt - Richard Osinga (Wereldbibliotheek)
- Paul van Ostaijen - Matthijs de Ridder (Pelckmans / Querido Facto)
- Sellinger - Allard Schröder (De Bezige Bij)

#### Kinder- en jeugdliteratuur
- Gelukkig en blij - Edward van de Vendel & Martijn van der Linden (Querido)
- Kijk dan toch! - Elvis Peeters & Sebastiaan Van Doninck (Lannoo)
- Neem nooit een beste vriend - Erna Sassen & Martijn van der Linden (Leopold)
- Nog lang geen later - Kees Spiering & Jeska Verstegen (Luitingh – Sijthoff)
- Vandaag houd ik mijn spreekbeurt over de anaconda - Bibi Dumon Tak & Annemarie van Haeringen (Querido)

### 2023

#### Fictie en Non-fictie
- De draaischijf – Tom Lanoye (Prometheus)
- Honingeter – Tülin Erkan (Pelckmans)
- Tekenen van het universum – Emy Koopman (Prometheus)
- Zelf doen – Niña Weijers (Atlas Contact)

#### Kinder- en jeugdliteratuur
- Morris – Bart Moeyaert & Sebastiaan Van Doninck (Querido)
- Mot en de metaalvissers – Sanne Rooseboom & Sophie Pluim (Unieboek | Het Spectrum)
- Patroon – Marco Kunst (Gottmer)
- Schildpad en ik – Marit Törnqvist (Querido)

### 2022

#### Fictie en Non-fictie
- De gevangenisjaren - Erdal Balci (De Geus)
- De poel - Pauline de Bok (Atlas Contact)
- Jaguarman - Raoul de Jong (De Bezige Bij)
- Willem die Madoc maakte - Nico Dros (Van Oorschot)

#### Kinder- en jeugdliteratuur
- De Tunnel - Anna Woltz (Querido)
- Films die nergens draaien - Yorick Goldewijk & Yvonne Lacet (Ploegsma)
- Lennox en de gouden sikkel - Zindzi Zevenbergen, Brian Elstak & Hedy Tjin (De Harmonie)
- Schaduw van Toet - Lida Dijkstra & Djenné Fila (Luitingh-Sijthoff)